# William Natcher
William Huston Natcher (ur. 11 września 1909 w Bowling Green w stanie Kentucky, zm. 29 marca 1994 w Bethesda) – amerykański polityk, członek Partii Demokratycznej. W latach 1953–1994 był przedstawicielem drugiego okręgu wyborczego w stanie Kentucky w Izbie Reprezentantów Stanów Zjednoczonych.
Jego imieniem nazwano most wantowy w ciągu autostrady US 231, nad rzeką Ohio, w pobliżu miasta Rockport.